# Ивановка (Висло-Полянский сельсовет)
Ива́новка — упразднённая деревня Висло-Полянского сельского поселения Тербунского района Липецкой области. Исключена из учётных данных в 2001 году.

## География
Ивановка находилась в северо-восточной части Тербунского района, в 24 км к северо-востоку от посёлка Тербуны, располагается на правом берегу ручья Таволжан. На востоке деревни большой пруд.
Ивановка связана с Вислой Поляной (5 км), Верхним Ломовцом (4 км) и Семёновкой (2 км) грунтовыми дорогами.

## История
Ивановка возникла в середине XVIII века. В документах 1777 года упоминается как «сельцо Таволжанка, рядом с селом Вислой Поляной, владение Ивана Михайловича Приклонского». От имени владельца получила своё современное название. В «Списках населённых мест» Воронежской губернии 1859 года значится как «деревня владельческая Таволжанец, при ручье Таволжанец», в ней 1 двор и 18 жителей.
В 1884 году Ивановка упоминается как деревня в приходе Троицкой церкви села Вислая Поляна.
Во 2 половине XX века Ивановку покинули последние жители. Частично сохранились жилые дома, постройки и погреба.

## Достопримечательности
Развалины жилых домов. Живописный пруд.
В 2 км в востоку, в деревне Трактор, располагается мемориальное кладбище и памятник воинам, погибшим в годы Великой Отечественной войны.